# Kułakowice Trzecie
Kułakowice Trzecie is een plaats in het Poolse district  Hrubieszowski, woiwodschap Lublin. De plaats maakt deel uit van de gemeente Hrubieszów en telt 305 inwoners.